# Água Comprida
Água Comprida is een gemeente in de Braziliaanse deelstaat Minas Gerais. De gemeente telt 2.005 inwoners (schatting 2018).